# Doora, Mysore
Doora là một làng thuộc tehsil Mysore, huyện Mysore, bang Karnataka, Ấn Độ.